# Roztocznik (gromada)
Roztocznik (od 1 I 1960 Gilów) – dawna gromada, czyli najmniejsza jednostka podziału terytorialnego Polskiej Rzeczypospolitej Ludowej w latach 1954–1972.
Gromady, z gromadzkimi radami narodowymi (GRN) jako organami władzy najniższego stopnia na wsi, funkcjonowały od reformy reorganizującej administrację wiejską przeprowadzonej jesienią 1954 do momentu ich zniesienia z dniem 1 stycznia 1973, tym samym wypierając organizację gminną w latach 1954–1972.
Gromadę Roztocznik z siedzibą GRN w Roztoczniku utworzono – jako jedną z 8759 gromad na obszarze Polski – w powiecie dzierżoniowskim w woj. wrocławskim, na mocy uchwały nr 12/54 WRN we Wrocławiu z dnia 2 października 1954. W skład jednostki weszły obszary dotychczasowych gromad Roztocznik i Gilów (bez przysiółka Gola) ze zniesionej gminy Roztocznik w tymże powiecie. Dla gromady ustalono 11 członków gromadzkiej rady narodowej.
1 stycznia 1960 do gromady Roztocznik włączono wieś Gola ze zniesionej gromady Wilków Wielki w tymże powiecie, po czym gromadę Roztocznik zniesiono, przenosząc siedzibę GRN z Roztocznika do Gilowa i zmieniając nazwę jednostki na gromada Gilów.